# Варлаковська сільська рада
Варла́ковська сільська рада (рос. Варлаковский сельский совет) — сільське поселення у складі Мішкинського району Курганської області Росії.
Адміністративний центр — село Варлаково.
Населення сільського поселення становить 293 особи (2017; 372 у 2010, 524 у 2002).

## Склад
До складу сільського поселення входять:
| Населений пункт     | Населення, осіб (2002) | Населення, осіб (2010) |
| ------------------- | ---------------------- | ---------------------- |
| Варлаково, село     | 371                    | 264                    |
| Сартасово, присілок | 153                    | 108                    |